# Албуминско семе
Албуминско семе је семе са посебним ткивом - ендоспермом у коме су депоноване хранљиве материје. Среће се код свих голосеменица и монокотила, као и код неких дикотила. По начину постанка ендосперм голосеменица је примаран (хаплоидан) и образује се без обзира да ли ће доћи до оплођења и развоја ембриона или не. Код скривеносеменица ендосперм је секундаран, односно настаје у процесу двојног оплођења спајањем једног сперматичног једра полена са секундарним једром ембрионове кесе што га чини триплоидним. Овде котиледони упијају хранљиве материје из ендосперма и транслоцирају их до тачака раста. Пошто се ове резерве искористе, котиледони могу да поприме хлорофил и врше фотосинтезу, или могу да увену када примарни листови преузму производњу органских материја. 